# Воронов, Иван Дмитриевич
Ива́н Дми́триевич Во́ронов (6 января [19 января] 1915 года, Новый Милет — 6 августа 2004 года, Москва) — советский российский актёр театра и кино. Лауреат двух Сталинских премий (1946, 1950). Народный артист РСФСР (1962).

## Биография
Иван Воронов родился 6 (19) января 1915 год в селе Новый Милет (ныне — Московской области). Учился в Театральном училище им. Вс. Мейерхольда. После второго курса был переведён в труппу Театра им. Вс. Мейерхольда. После расформирования театра Мейерхольда играл в Госцентюзе, в 1942—1944 годах— артист Комсомольско-молодёжного Фронтового театра при Всероссийском театральном обществе, с 1944 года — служил в Центральном Детском театре.
И. Д. Воронов умер 6 августа 2004 года. Похоронен в Москве на Ваганьковском кладбище.
Сын — Никита Иванович Воронов (1950—2015), сценарист, режиссёр-документалист. Снял фильм о жизни своей семьи под названием «Часы и годы».

## Фильмография
1. 1954 — Опасные тропы — Майборода
2. 1955 — В квадрате 45 — диверсант
3. 1956 — Первые радости — Полотенцев
4. 1956 — Хозяйка гостиницы — граф Альбафьорита
5. 1957 — Необыкновенное лето — Полотенцев
6. 1957 — Рассказы о Ленине — Григорий Михайлович Белов
7. 1958 — Сампо — кузнец Ильмаринен
8. 1961 — В начале века — жандармский полковник
9. 1963 — Понедельник — день тяжёлый — Юрий Андреевич Христофоров
10. 1964 — Остров Колдун — капитан иностранного бота
11. 1967 — Митя (телеспектакль) — Дударов
12. 1967 — Три дня Виктора Чернышёва — эпизод
13. 1968 — Рыцарь мечты — Редж
14. 1972 — Свободный час (телеспектакль) — отец Валерия Потехина
15. 1973 — Пушкинские сказки (фильм-спектакль) — царь
16. 1976 — Угощаю рябиной (фильм-спектакль) —
17. 1976 — Рамаяна — Раван
18. 1978 — Версия полковника Зорина — Фёдор Филиппович Баранько
19. 1978 — Стратегия риска — Журавлёв
20. 1978 — Правила игры (фильм-спектакль) — Пудышев
21. 1979 — Экипаж — Сергей Николаевич
22. 1980 — Идеальный муж — Mэсон
23. 1980 — Назначение — Юрий Петрович Лямин
24. 1981 — Опасный возраст — министр
25. 1981 — От зимы до зимы — участник совещания/в титрах В. Воронов
26. 1982 — Следствие ведут ЗнаТоКи. Он где-то здесь — Дмитрий Савельевич
27. 1986 — Михайло Ломоносов — Герард Фридрих Миллер

## Театр
- «Ревизор» Н. В. Гоголя — Ляпкин-Тяпкин[1]
- «Горе от ума» А. С. Грибоедова — Павел Афанасьевич Фамусов
- «Мёртвые души» Н. В. Гоголя — Ноздрёв
- «Город мастеров» Т. Г. Габбе — Караколь
- «Бедность не порок» А. Н. Островского — Митя[1]
- «Не было ни гроша, да вдруг алтын» А. Н. Островского — Епишкин[1]
- «Два капитана» В. А. Каверина — Николай Антонович[1]
- «Я хочу домой» С. В. Михалкова — Умпанис
- «Неравный бой» В. С. Розова — Роман
- «Враги» М. Горького — Захар Бардин
- «Сказка о потерянном времени» Е. Л. Шварца — Василий Прокофьевич
- «Следствие» Н. И. Воронова — директор школы
- «Отверженные» В. Гюго — Жан Вальжан
- «Маленький лорд Фаунтлерой» Ф. Бёрнетт — старый лорд
- «Король Матиуш Первый» Януш Корчак — военный министр
- «Том Сойер» М. Твен — индеец Джо
- «Борис Годунов» А. С. Пушкин — царь Борис
- «Чинчрака» Г. Нахуцришвили — Бах-Бах дэв
- «Карусель» — лентяй
- «Рамаяна» Индийский эпос Нат. Гусевой — Равван
- «Женитьба» Н. В. Гоголь — Кочкарёв
- «Дубровский» А. С. Пушкин — Троекуров
- «Недоросль» Д. И. Фонвизин — Простаков

## Награды и звания
- Сталинская премия второй степени (1946) — за исполнение роли Караколя в спектакле «Город мастеров» Т. Г. Габбе
- Сталинская премия третьей степени (1950) — за исполнение роли Умпаниса в спектакле «Я хочу домой» С. В. Михалкова
- Заслуженный артист РСФСР (1952)
- Народный артист РСФСР (1962)
- Орден «Знак Почёта» (1967)
- Государственная премия РСФСР имени К. С. Станиславского (1985) — за исполнение роли Жана Вальжана в спектакле «Отверженные» по В. Гюго
- Медаль ордена «За заслуги перед Отечеством» II степени (30 мая 1997 года) — за заслуги перед государством, большой вклад в укрепление дружбы и сотрудничества между народами, многолетнюю плодотворную деятельность в области культуры и искусства[3]
- Медаль ордена «За заслуги перед Отечеством» I степени (14 января 2002 года) — за многолетнюю плодотворную деятельность в области культуры и искусства, большой вклад в укрепление дружбы и сотрудничества между народами[4]